# Josef Emil Schneckendorf

Josef Emil Schneckendorf, 1908

Josef Emil Schneckendorf (* 29. Dezember 1865 in Kronstadt, Siebenbürgen; † 11. Juli 1949 in München) war ein deutscher Bildhauer und Glaskünstler des Jugendstils. Von 1906 bis 1911 war er Mitglied der Darmstädter Künstlerkolonie und betrieb von 1907 bis 1911 die Großherzogliche Edelglasmanufaktur in Darmstadt.

## Leben

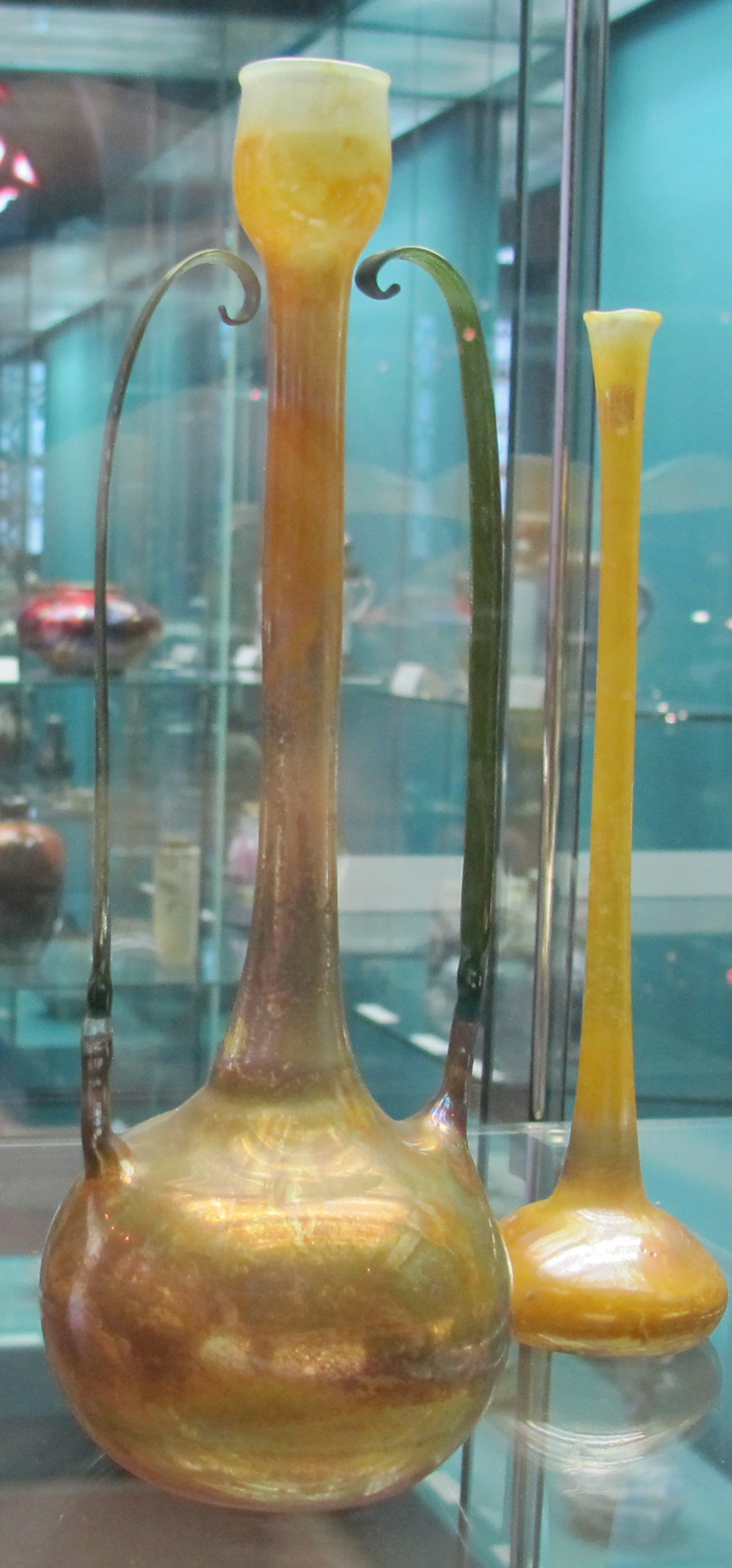
Vase (1906) im Germanischen Nationalmuseum

Josef Emil Schneckendorf machte eine Ausbildung als Bildhauer in Budapest, Bukarest und Wien. Ab 1890 war er in München tätig. 1892 immatrikulierte er sich an der Münchner Akademie, um Bildhauerei zu studieren. Unter dem Eindruck der sich in München rund um die Vereinigten Werkstätten für Kunst im Handwerk formierenden künstlerischen Reformbewegung beschäftigte er sich dann jedoch mit der Herstellung von Schmuck aus Glas und Metall. Die für die Herstellung von Kunstglas notwendigen Techniken brachte er sich als Autodidakt bei. Ab 1898 verschrieb er sich ganz der Fertigung von Edelglas. Sein Interesse richtete sich dabei zunächst auf das frei geformte, „vor der Lampe geblasene“ Glas, dem er färbende Metalloxide aufschmolz, um so irisierende Effekte zu erzeugen.
Ab 1901 war Schneckendorf laufend auf Ausstellungen in München und Dresden vertreten, aber auch auf internationalen Ausstellungen wie in Turin 1902 und in St. Louis 1904, wo seine Karaffen, Vasen und Stengelgläser wiederholt mit Preisen ausgezeichnet wurden. Zu der Zeit begeisterte man sich bei Keramik und Edelglas für Metallreflexwirkungen. Die bei Ausgrabungen entdeckten Relikte antiker Glasindustrie, deren irisierende Patina auf chemische Reaktionen mit den im Boden enthaltenen Metallsalzen zurückzuführen ist, trugen das ihre zur Erforschung des schimmernden Farbenspiels bei.
Louis Comfort Tiffany griff Ende des 19. Jahrhunderts diese Anregungen als erster auf und löste damit den Boom des irisierenden Glases aus. Schneckendorf faszinierte insbesondere der Entmaterialisierungseffekt, der sich durch flimmerndes Reflektieren des Lichts auf den metallischen Flächen ergibt. Diese Metallreflexe und ihre künstlerischen Ausdrucksmöglichkeiten machte er auch zum wesentlichen Element seiner Glasveredelung.
Im Jahr 1906 wurde er vom Großherzog Ernst Ludwig an die Künstlerkolonie nach Darmstadt berufen, wo er 1907 auch die Leitung der Großherzoglichen Edelglasmanufaktur übernahm. Aufgrund der dauernden Defizite, die der Großherzog aus seinem privaten Vermögen finanzierte, trennte dieser sich 1909 von der Manufaktur. Schneckendorf führte die Einrichtung als alleiniger Inhaber weiter und erprobte Möglichkeiten zur Verbilligung der Glasveredelung, stellte die Produktion dann aber im Herbst 1911 ein. Er verließ Darmstadt und zog wieder nach München, wo er sich allmählich von der Glaskunst verabschiedete.

## Werke
Die Großherzogliche Edelglasmanufaktur fertigte nur kleine Stückzahlen. Schneckendorf erstellte selbst mit einem Helfer in aufwändigen Arbeitsgängen seine Luxusgläser, deren hohen Preis sich nur ein kleiner Kreis von wohlhabenden Kennern und Liebhabern leistete.
Das einer breiteren Öffentlichkeit heute kaum bekannte Werk des Jugendstilkünstlers umfasst nur noch wenige erhaltene, sehr exclusive Edelglaswerke. Einem Vermerk auf einer Geschäftskarte ist zu entnehmen, dass Schneckendorf in den ersten zwei  Jahren der Manufaktur 615 Edelgläser erstellt hat, wovon er 74 wegen Bruch oder Schönheitsfehlern aussortierte. Es wird davon ausgegangen, dass danach keine größere Anzahl an Edelgläsern mehr hergestellt wurde und während des Krieges viele verlorengegangen sind, so dass die heute noch erhalten gebliebenen eine wahre Rarität darstellen.
Das Museum Künstlerkolonie Darmstadt präsentierte vom 21. Mai bis 28. August 2005 rund 85 kostbare, zum Teil noch nie öffentlich gezeigte Ziergläser aus Museums- und Privatbesitz.